# 芝寿し
株式会社芝寿し（しばずし）は、石川県金沢市に本社を置く寿司弁当メーカーである。笹の葉でくるんだ押し寿司「笹寿し」の販売で知られる。

## 概要
金沢市の繁華街・片町で、1947年に設立された東芝のショールームを経営していた梶谷忠司（1913年 - 2010年11月30日）は、電気炊飯器の実演販売で売上を伸ばしていたが、そのために炊かれた大量の米飯の処置に困っていた。それを、金沢市周辺でハレの日に食べられていた押し寿司にして売りさばくことを考案。1958年に、押し寿司のテイクアウト専門店としてスタートし、1961年には商号を「芝寿し」に改めた。店名「芝寿し」の「芝」は「東芝」にちなんで命名されたものである。
業績が伸び悩んでいた1970年、梶谷が鶴来町（現・白山市）の白山比咩神社へ詣でた際、和菓子屋で購入した「笹餅（餅を2枚のクマザサの葉で包んだもの）」にヒントを得、商品化したのが「笹寿し」である。「笹寿し」は発売開始から3年ほどした頃から売り上げが急上昇、同社を代表するヒット商品となった。
創業の地である1号店・片町店は、市街地再開発のため、2014年3月で閉店しており、現在の片町きららの一角にあたる。業容の拡大とともに、1976年には工場を金沢市四十万に開設、1988年には本社・工場を金沢市保古町に移転、さらに、2015年6月に金沢市いなほに再移転している。2018年11月1日には、本社・工場の敷地内に築160年以上の古民家を移築し、同社初の店内飲食可能店舗「芝寿しのさと」をオープンした。現在は、全量をこの本社工場で製造している。
販売店は、石川県の百貨店、駅ビル、大型商業施設内などに約30店、さらに隣県の富山県に直営店、福井県にフランチャイズ店がある。北陸三県以外では、東京駅グランスタの駅弁屋祭、羽田空港売店、ザ・ガーデン自由が丘の一部店舗で取り扱いがあり、百貨店の物産展等でも販売されることがある。
北海道札幌市にもフランチャイズの「札幌芝寿し」が存在したが2008年9月で閉店した。

## 主な商品
「笹寿し」「金沢笹寿し」「旬味三昧（冬季限定）」のみ全国発送も行っている。
- 笹寿し - ネタは鮭（笹を留める帯状のシールの色は赤）・鯛（同じく白）・鯖（同じく青）の3種類。
- 金沢笹寿し - ネタはキングサーモン（同じく朱）・穴子（同じく茶）・鯖（同じく紺）の3種類。宅配発送、金沢百番街の店頭販売、アピタ松任店、羽田空港の売店での販売のみの取り扱い。
- 弁当類 - 注文生産のものと店頭でも買えるものがある。
  - 月替弁当　華
  - 朔日弁当
  - くつろぎ（予約限定）
  - 彩り（予約限定）
  - 百万石物語（予約限定）
  - 北陸浪漫（予約限定）
  - 北陸クラブ（予約限定）
  - 金沢日記
  - おにぎり弁当
  - 雪月花、他各種
- おはぎのマリちゃん
- その他 - おせち寿しやクリスマスのオードブルなども取り扱っている

## 関連記事
- 笹寿司 - 鶴来町を含む白山麓では古くから祭りのごちそうとして作られていた。梶谷がこの寿司の存在を知っていたかどうかは不明。